# Jennie Lindström
Jennie Lindström, född 1992, är en svensk squashspelare från Sundsvall. 2010 vann hon mixed finalen under SM-veckan tillsammans med Ola Jangbecker.